# روبر
روبر (بالألمانية: Rüber) هي بلدية في منطقة ماين كوبلنز في ولاية راينلند بالاتينات في غرب ألمانيا.